# Joachim (patriarcha Aleksandrii)
Joachim (ur. 1448, zm. 1567) – prawosławny patriarcha Aleksandrii w latach 1487–1567.

## Życiorys
Został wybrany patriarchą w wieku 38 lat. Utrzymywał kontakty z carami Rosji. Zmarł w 1567 r. w wieku 119 lat. Został kanonizowany przez Cerkiew prawosławną.